# Emoia bismarckensis
Emoia bismarckensis este o specie de șopârle din genul Emoia, familia Scincidae, descrisă de Brown 1983. Conform Catalogue of Life specia Emoia bismarckensis nu are subspecii cunoscute.